# Гуаньюнь
Гуанью́нь (кит. упр. 灌云, пиньинь Guànyún) — уезд городского округа Ляньюньган провинции Цзянсу (КНР). Название уезда происходит от названий находящейся в его южной части реки Гуаньхэ и находящейся в его северной части горы Юньтайшань.

## История
Когда в Китае было создано первое в истории централизованное государство — империя Цинь — то страна была разделена на округа и уезды, и эти места оказались в составе уезда Цюйсянь (朐县). В эпоху Южных и Северных династий во времена южной империи Сун эти земли были выделены в уезд Цюйшань (朐山县). После основания империи Мин уезд Цюйшань был расформирован, а его земли перешли под прямое управление властей области Хайчжоу (海州).
После Синьхайской революции в Китае была проведена реформа административного деления, в рамках которой были упразднены области. В 1912 году на землях, ранее напрямую подчинённых властям области Хайчжоу, был образован уезд Дунхай. В апреле 1912 года 11 посёлков в восточной части уезда Дунхай были выделены в новый уезд Гуаньюнь. В 1935 году решением правительства Китайской республики на смежных частях уездов Дунхай и Гуаньюнь был создан город Ляньюнь (连云市).
В 1949 году был образован Специальный район Хуайинь (淮阴专区), и уезд вошёл в его состав. 23 декабря 1957 года южная часть уезда Гуаньюнь была выделена в отдельный уезд Гуаньнань. В 1970 году Специальный район Хуайинь был переименован в Округ Хуайинь (淮阴地区). В 1983 году округ Хуайинь был расформирован, и уезд перешёл под юрисдикцию Ляньюньгана.

## Административное деление
Уезд делится на 1 уличный комитет, 10 посёлков и 3 волости.

## Экономика
Гуаньюнь известен как «столица стилизованной одежды Китая», здесь производят школьную форму, дождевики, академические мантии, традиционные костюмы ханьфу, сценические костюмы и нижнее белье (уезд обеспечивает более 60 % мирового рынка мантий выпускников). В 2024 году общее число экспортных отправлений одежды из Гуаньюня превысило 120 млн единиц. По состоянию на 2025 год здесь работало более тысячи предприятий-производителей и свыше 7 тыс. интернет-магазинов; годовой оборот отрасли составлял около 8 млрд юаней (1,11 млрд долларов США); в текстильной индустрии было занято более 50 тыс. человек.